# RV Tauri
RV Tauri (RV Tau) es una estrella variable en la constelación de Tauro.
Es la estrella prototípica de un tipo de variables que llevan su nombre, las variables RV Tauri.

## Historia
La variabilidad de RV Tauri fue descubierta en 1905 por Lydia Ceraski.
Posteriores estudios fotométricos pusieron de manifiesto que su curva de luz mostraba evidencias de irregularidad.
No obstante, se detectó cierta similitud con la de las cefeidas; actualmente se sabe que tanto las variables RV Tauri como las cefeidas son estrellas pulsantes.
Sin embargo, no sería hasta 1926 cuando las variables RV Tauri fueron consideradas una clase de variables diferente.

## Características
RV Tauri es una supergigante amarilla de tipo espectral G2 con una masa aproximada de 6,5 masas solares.
Durante su período de 78,7 días, su brillo varía desde magnitud +9,8 a +13,3. La variación de luminosidad va acompañada de un cambio en el tipo espectral, desde G2 (amarillo) en máximo brillo hasta M2 (rojo) cuando el brillo es mínimo. Además del período fundamental, RV Tauri muestra variaciones en una escala de tiempo más amplia, propiciando que su luminosidad media vaya cambiando a lo largo de un período aproximado de 1100 días.
Se piensa que, casi con certeza, las variables RV Tauri son estrellas post-rama asintótica gigante (RAG) que están en las etapas de finales de su vida, justo antes de la expulsión de sus capas para formar una nebulosa planetaria y la contracción de su núcleo que da lugar a una enana blanca. Asimismo, se piensa que probablemente las variables RV Tauri son estrellas binarias.
Inicialmente se pensó que RV Tauri estaba a unos 1607 pársecs (5240 años luz) del sistema solar —asumiendo una magnitud absoluta de -3,65—; dado que la estrella se halla rodeada por un disco circunestelar, se ha revisado su distancia hasta los 2170 parsecs (7100 años luz) aproximadamente.